# 成都市体育中心

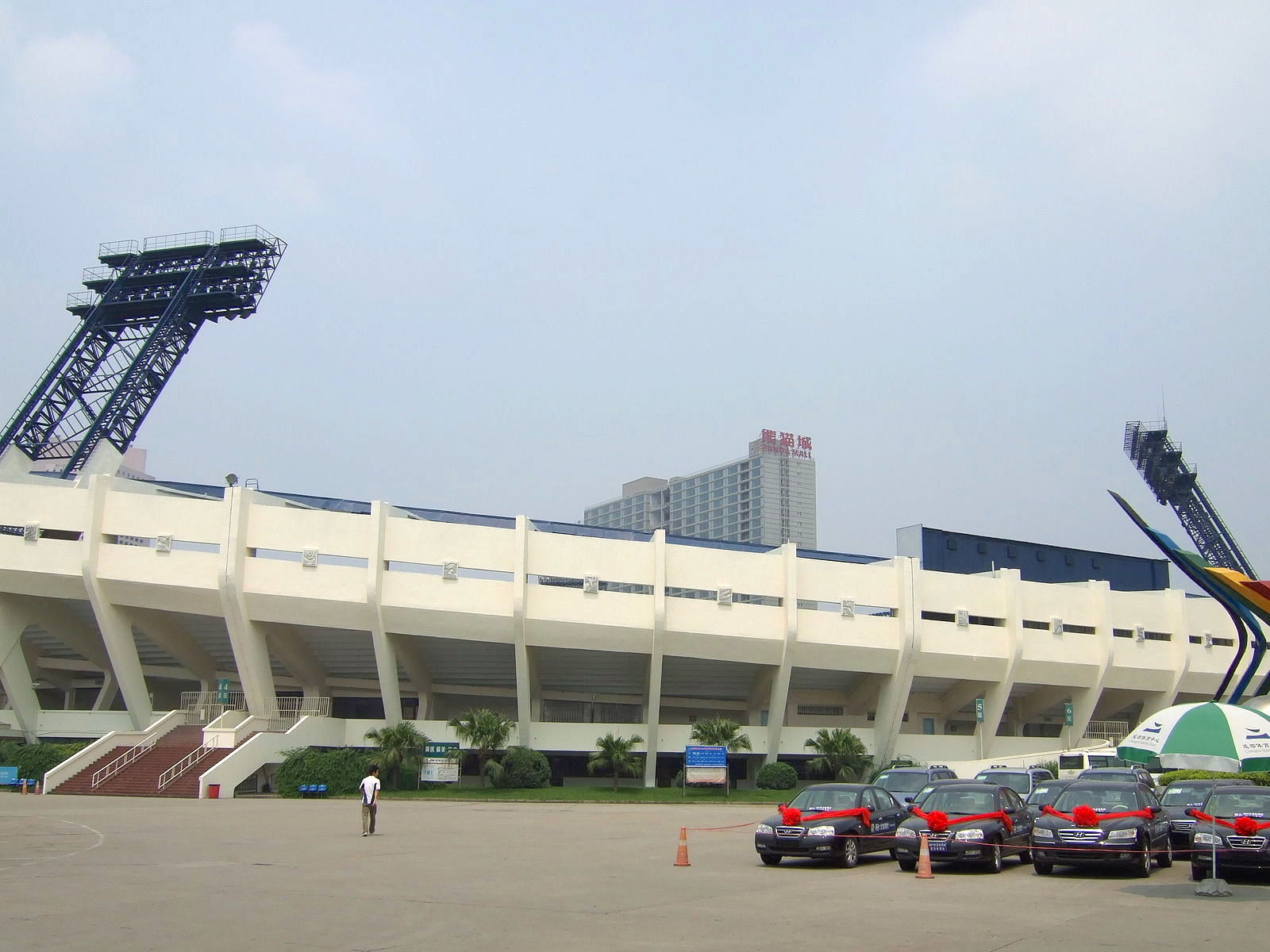

成都市体育中心位于中国四川省成都市人民中路，占地140亩，足球场设有39,225个座位，主体建筑造型新颖，是成都市标志性建筑之一。成都市体育中心体育场于1987年9月开工修建，1991年12月28日竣工，是成都首座可举办大型田径、足球比赛的综合性体育场。现已改建为成都东华门遗址公园。
成都市体育中心曾是甲A球队四川全兴和中超球队成都谢菲联的主场。成都市体育中心曾于2007年承办第5届女足世界杯的部分比赛。此外，成都市体育中心自1992年至今已多次举办如世界杯足球外围赛、全国足球顶级联赛、全国田径锦标赛等大型比赛及各类大型政治、经济、文化活动和各种社会宣传活动。

## 历史
1994年，甲A时代开启，成都市体育中心成为四川全兴足球俱乐部的主场，而首届职业化联赛的揭幕战即在此举行。因为上座率高及球迷们在球场内的狂热氛围，成都曾被称为“金牌球市”，而1995年11月12日进行、史称“成都保卫战”的四川全兴与青岛海牛之役更使6万名观众涌入这座容量本为4万人的体育场。
2013年起，考古人员在成都市体育中心南侧进行考古发掘，陆续发掘出摩诃池、蜀王府等遗址，体育场内部也发掘出蜀王府的一部分遗存。该遗址被命名为成都东华门遗址。
2016年12月，成都市体育中心开始改造。

## 主要活動
成都體育中心體育場經常作為各類演出及商業演唱會及體育的舉辦場地。

### 文娛演出
- 2001年7月28日，任賢齊《2001世界巡迴演唱會》（成都站）
- 2001年9月19日，李玟《2001中國巡迴演唱會》（成都首站）
- 2002年11月19日，F4《Fantasy世界巡迴演唱會》（成都站）
- 2004年7月3日，孫燕姿《「Start」年輕無極限中國巡迴演唱會》（成都站）
- 2005年9月24日，莫文蔚《極度莫文蔚 中國巡迴演唱會》（成都站）
- 2007年4月15日，張學友《學友光年世界巡迴演唱會》（成都站）
- 2007年11月6日，劉德華《Wonderful World 中國巡迴演唱會》（成都最終站）
- 2007年11月18日，潘瑋柏《反轉地球巡迴演唱會》（成都站）
- 2007年12月9日，張學友《學友光年世界巡迴演唱會ENCORE》（成都站）
- 2008年10月2日，張惠妹《Star 10週年世界巡迴演唱會》（成都站）
- 2008年11月7日，周杰倫《2008世界巡迴演唱會》（成都站）
- 2009年5月30日，縱貫線《2009世界巡迴演唱會》（成都站）
- 2009年11月6日，孫燕姿《答案是世界巡迴演唱會》（成都站）
- 2010年8月28日，羅志祥《舞法舞天 3D SHOW 世界巡迴演唱會》（成都站）
- 2010年9月22日，王力宏《MUSIC-MAN世界巡迴演唱會》（成都站）
- 2010年10月23日，周杰倫《超時代世界巡迴演唱會》（成都站）
- 2010年11月13日，陳慧嫻《激情盛放亞細亞（ASIA）巡迴演唱會》（成都站）
- 2011年4月16日，陳奕迅《DUO世界巡迴演唱會》（成都站）
- 2011年5月18日，劉德華《Unforgettable 中國巡迴演唱會》（成都站）
- 2011年6月16日，陳奕迅《DUO世界巡迴演唱會 Part II》（成都站）
- 2011年9月3日，張惠妹《AMeiZING 15週年世界巡迴演唱會》（成都首站）
- 2011年10月14日，張學友《1/2世紀世界巡迴演唱會》（成都站）
- 2011年12月9日-10日，王菲《巡唱亞洲巡迴演唱會》（成都站）
- 2012年4月21日，五月天《諾亞方舟世界巡迴演唱會》（成都站）
- 2012年5月4日，張學友《1/2世紀世界巡迴演唱會ENCORE》（成都站）
- 2012年9月22日，韓紅《美麗世界 世界巡迴演唱會》（成都站）
- 2013年6月22日，周杰倫《魔天倫世界巡迴演唱會》（成都站）
- 2013年10月19日，汪峰《存在 全國超級巡迴演唱會》（成都站）
- 2014年4月12-13日，陳奕迅《EASON's LIFE 世界巡迴演唱會》（成都站）
- 2014年5月10日，王力宏《MUSIC-MAN Ⅱ火力全開世界巡迴演唱會安可場》（成都站）
- 2014年6月28日，孫燕姿《克卜勒世界巡迴演唱會》（成都站）
- 2014年10月18日，蘇打綠《空氣中的視聽與幻覺 十周年世界巡迴演唱會》（成都站）
- 2014年10月25日，鄧紫棋《G.E.M. X.X.X. Live 世界巡迴演唱會》（成都站）
- 2015年4月11日，周杰倫《魔天倫2世界巡迴演唱會》（成都站）
- 2015年5月9日，張惠妹《烏托邦 世界巡城演唱會》（成都站）
- 2015年7月18日，汪峰《峰暴來臨 超級巡迴演唱會》（成都站）
- 2015年10月10日，張靚穎《BANG THE WORLD 巡迴演唱會》（成都最終站）
- 2015年10月17日，林俊傑《時線Timeline：新地球Genesis 世界巡迴演唱會》（成都站）
- 2015年10月31日，张韶涵《純粹世界巡迴演唱會》（成都首站）
- 2015年11月7日，蘇打綠《再遇見世界巡迴演唱會》（成都最終站）
- 2015年11月14日，周華健《今天唱什麼世界巡迴演唱會》（成都站）
- 2015年11月21日，韓紅《當紅不讓巡迴演唱會》（成都站）
- 2016年4月30日，鄭伊健、陳小春、謝天華、錢嘉樂、林曉峰《一起兄弟 歲月友情全國巡迴演唱會》（成都站）
- 2016年6月24日，陳奕迅《ANOTHER EASON's LIFE 世界巡迴演唱會》（成都站）
- 2016年7月3日，BIGBANG《MADE V.I.P歌迷見面會》（成都站）
- 2016年9月10日，五月天《Just Rock It！就是世界巡迴演唱會》（成都站）
- 2016年10月29日，張杰《我想世界巡迴演唱會》（成都站）